# Compagnia Reale delle Ferrovie Sarde
La Compagnia Reale delle Ferrovie Sarde, costituita a Londra il 2 giugno del 1863, era una società che deteneva la concessione governativa per la costruzione e l'esercizio delle ferrovie della Sardegna.

## Storia

Stazione di Cagliari della CRFS, nel 1906

### Premesse

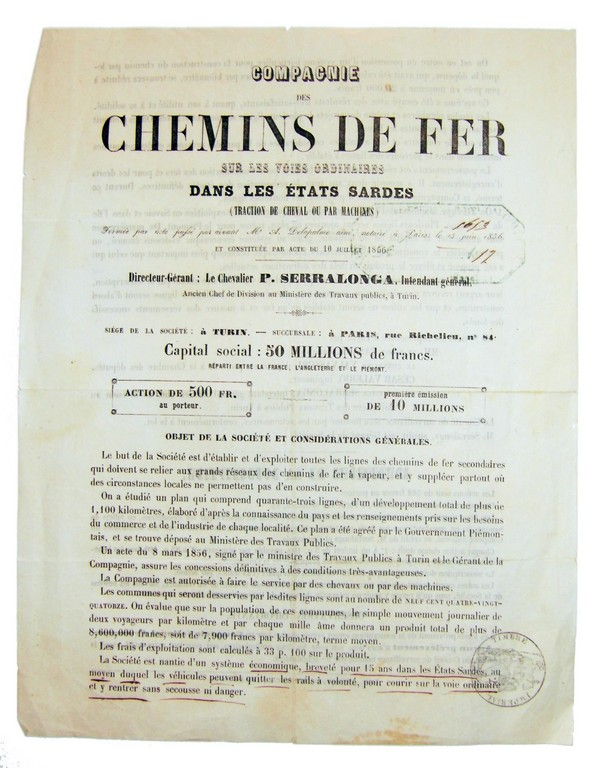
Volantino pubblicitario della Compagnie des chemins de fer sur les voies ordinaires dans les Etats Sardes, costituita a Torino il 10 luglio 1856 con succursale a Parigi, 1859.

La richiesta di costruzione di linee ferroviarie in Sardegna iniziò a manifestarsi poco tempo dopo la proclamazione dell'Unità d'Italia e vennero approntati studi di fattibilità ma le prime concrete mosse furono quelle compiute da un consistente gruppo di investitori inglesi (tra i quali erano alcuni membri del Parlamento inglese) e uomini di affari italiani tra cui l'imprenditore lombardo Gaetano Semenza, rappresentate legale del gruppo. Il primo atto di convenzione che prevedeva la cessione di 200.000 ettari di terreni ademprivili allo scopo di costruire ed esercire ferrovie nell'Isola di Sardegna fu firmato dal Semenza, in qualità di contraente e i ministri Depretis, Sella e Pepoli il 14 luglio 1862. La convenzione prevedeva la costituzione di una società anonima e la costruzione di un complesso di circa 400 chilometri di strade ferrate da completare, rispettivamente, entro il 1º febbraio 1865 da Cagliari a Iglesias, e da Cagliari ad Oristano entro il 1º giugno dello stesso anno. Per l'anno successivo (1866) avrebbero dovuto essere consegnate la Sassari-Porto Torres il 1º febbraio e la Ozieri-Terranova Pausania il 1º luglio. Altre linee sarebbero state consegnate entro i sei anni. Il governo s'impegnava da parte sua a garantire un prodotto netto di 9.000 lire per chilometro di linea e cedeva inoltre la proprietà di 200 000 ettari di terreno da pascolo, che precedentemente erano una sorta di proprietà collettiva degli abitanti del posto. Il 17 luglio del 1862 il progetto di legge venne presentato alla Camera dei Deputati e venne da questa approvato in poco meno di un mese, con molte controversie sulla cessione dei terreni, e inviato al Senato. Una commissione, da questo nominata, presentò i suoi risultati agli inizi di dicembre; la discussione nell'aula del Senato fu accesa a causa di opposizioni al progetto definito "...economicamente svantaggioso". Il 18 dicembre tuttavia, con 68 voti favorevoli e 30 contrari, il Senato del Regno lo approvò; il 4 gennaio 1863 era divenuto la legge n. 1105.

### Costituzione della società; i lavori
Il 2 giugno 1863, la Compagnia Reale delle Ferrovie Sarde, si costituiva a Londra presso lo studio notarile William Webb Wenn jr; lo statuto della società veniva approvato dal governo d'Italia l'11 ottobre dello stesso anno.
L'anno successivo la crisi dell'economia britannica provocò problemi finanziari alla compagnia mentre permanevano quelli relativi alla cessione dei terreni ademprivili (la cui legge di regolamentazione tardava ad essere approvata). I lavori ebbero inizio solo a fine novembre 1864 dai quattro punti terminali delle linee, Cagliari, Sassari, Oristano e Porto Torres. Il 15 maggio un primo treno per trasporto di materiali partì da Cagliari ma il mese successivo i lavori venivano sospesi su tutte le tratte a causa della grave crisi economica in cui versava la società.
Tra il 22 febbraio 1866 e il 24 marzo 1869 la Compagnia Reale fu impegnata a tentare lo sblocco della situazione proponendo al Governo una seconda revisione della convenzione che venne respinta, poi una terza, che fece la stessa fine e infine una quarta. L'arrivo a Cagliari dell'ingegnere Benjamin Piercy contribuì a sbloccare la situazione perché, dopo una verifica dello stato dei lavori ormai fermi da tempo e l'approvazione delle clausole della quarta convenzione da parte degli azionisti della CRFS, il 28 agosto 1870 il governo la convertì in legge.

Mappa delle ferrovie realizzate dalla compagnia

Quintino Sella, ministro delle finanze, in una relazione esemplare, aveva sostenuto che la poca redditività dell'industria mineraria sarda era riconducibile soprattutto all'alta incidenza delle spese di trasporto e che se il treno fosse potuto arrivare ad Iglesias, il costo dei trasporti minerari sarebbe caduto da 15 lire per tonnellata a 4, e forse a 3. I lavori ripresero nel mese di febbraio del 1871.

### Le realizzazioni
Il 1º maggio 1871 iniziò l'esercizio ferroviario in Sardegna nei tronchi Cagliari-Decimomannu (Km 16,5) e Decimomannu-Villasor (km 9) e nel settembre la linea raggiunse San Gavino Monreale (km 24,5).
Il 15 gennaio 1872 Cagliari veniva collegata con Oristano. Il 6 aprile fu aperta la linea Siliqua-Decimomannu (km 13,8) e il 19 maggio la Iglesias-Siliqua (km 24), completando gli ultimi due tronchi della Cagliari-Iglesias.
Il 9 aprile dello stesso anno, a nord-ovest dell'isola, veniva aperta all'esercizio la ferrovia da Sassari a Porto Torres, sul golfo dell'Asinara.
Nell'agosto 1874 entrò in funzione la Sassari-Ploaghe, di venti chilometri, il cui tracciato irregolare aveva resa difficile la realizzazione dell'opera. Nel dicembre dello stesso anno fu aperta la tratta da Ploaghe a Chilivani.
Nel 1874 l'estensione delle linee ferroviarie sarde aveva raggiunto la dimensione di circa 200 chilometri.
Negli anni successivi tra 1875 e 1876 si accesero ancor più che nel passato, faide di campanile, contrasti fra autorità locali e centrali, manovre di politicanti e battaglie parlamentari intorno ai progetti di nuove costruzioni ferroviarie mentre la Compagnia Reale versava in una grave crisi che portò alla sospensione dei lavori. Il 31 dicembre 1876 era scaduto l'appalto assegnato all'impresa del Semenza per cui la conduzione e l'esercizio delle ferrovie vennero assunti direttamente dalla CRFS; il 1º maggio 1877 veniva stipulata una quinta convenzione con il governo italiano presieduto dal Depretis con Zanardelli ministro dei lavori pubblici per la realizzazione delle restanti ferrovie sotto la direzione dell'ingegnere capo della CRFS Benjamin Piercy. 
In tale "seconda fase" si realizzò, il 21 dicembre 1878, l'apertura della tratta Giave-Ozieri (quest'ultima ridenominata Chilivani); l'anno successivo, a settembre del 1879, fu aperta al pubblico la stazione di Cagliari. Il 1º luglio 1880 fu interamente percorribile l'itinerario Cagliari-Porto Torres in seguito al completamente delle tratte Oschiri-Ozieri e Oristano-Giave.
Gli anni ottanta del XIX secolo furono quelli in cui la rete progettata dalla CRFS fu finalmente completata: il 1º dicembre 1880 venne aperta la tratta Oschiri-Monti; il 15 marzo 1881 fu raggiunta Terranova Pausania completata il 1º maggio del tratto verso il molo vecchio e integrata il 1º luglio del 1883 del ramo verso Golfo Aranci, un ulteriore approdo marino. Infine nel 1884 fu aperta la stazione di Sassari.
La rete prevista nei lontani anni sessanta era stata realizzata per intero, infatti secondo l'annuario statistico del 1898, pubblicato dal ministero di Agricoltura, Industria e Commercio, le ferrovie della rete sarda a scartamento normale si estendevano a fine 1896 per 414 km, ma le intenzioni della compagnia di realizzare altre ferrovie non riuscì più a concretizzarsi. Il 22 marzo 1885 era stata emanata la legge che autorizzava la costruzione di circa 600 km di ferrovie complementari e secondarie in Sardegna. La Compagnia Reale aveva già approntato un piano dettagliato, l'incarico del quale era stato affidato all'ingegnere Piercy, già dal 1880, su sollecitazione dell'allora ministro dei lavori pubblici Baccarini. Un mutamento di indirizzo del Governo tuttavia stabilì che la concessione per le linee previste doveva essere assegnata per via di concorso, non tenendo conto dei diritti di prelazione della CRFS. La gara fu vinta da un consorzio di capitalisti italiani capeggiato dall'ingegnere Alfredo Cottrau e alla Compagnia Reale rimase la magra consolazione del tronco Iglesias-Monteponi, lungo 6 km, aperto al traffico nel 1896 per collegare la frazione mineraria di Monteponi; questa fu l'ultima tratta realizzata della compagnia.
Nel 1905, mentre nel Continente nascevano le Ferrovie dello Stato, fu nominato direttore generale della CRFS l'ingegnere Stanislao Fadda proveniente dalla Rete Mediterranea nella quale aveva ricoperto l'incarico di Capo servizio materiale.

### Riscatto della società e passaggio alle Ferrovie dello Stato
La società mantenne la concessione e l'esercizio della propria rete fino al 1919. Nel mese di luglio 1919 un disegno di legge approntato dai ministri dei lavori pubblici Pantano, del tesoro Schanzer e dei trasporti marittimi e ferroviari De Vito concernente il "Riscatto di tutte le linee e tronchi ferroviari tenuti in esercizio dalla Compagnia Reale Sarda" veniva approvato nella seduta del 30 luglio 1919. Nel 1920 la CRFS venne riscattata dallo Stato e incorporata nelle Ferrovie dello Stato.

## I rotabili
(l'elenco delle locomotive è incompleto)
| Serie   | Quantità | Costruzione | Num. FS       | Vmax    | Rodiggio | Radiazione | Note | Immagine |
| ------- | -------- | ----------- | ------------- | ------- | -------- | ---------- | ---- | -------- |
| 7 ÷ 10  | 4        | 1871        | 110.001 ÷ 004 | ?       | 0-2-1    | circa 1925 |      |          |
| 31 ÷ 40 | 10       | 1881-1883   | 186.001 ÷ 010 | 50 km/h | 0-3-0    | ?          |      |          |
| 41 ÷ 55 | 15       | 1900-1912   | 216.001 ÷ 015 | 60 km/h | 1-3-0    | ?          |      |          |